# 팔탄 분기점
팔탄 분기점(八灘分岐點, Paltan Junction, 팔탄JC)은 경기도 화성시 팔탄면 하저리에 개통된 서해안고속도로와 수도권제2순환고속도로가 만나는 분기점이다.

## 역사
- 2017년 2월 8일 : 분기점 신설을 위해 화성시 도시계획시설 교통광장에 팔탄면 하저리 일원을 고시[1]
- 2021년 4월 28일 : 수도권제2순환고속도로 마도 ~ 화성 구간 개통과 함께 통행 개시[2]

## 구조물 정보
- 위치 : 경기도 화성시 팔탄면 하저리

## 접속하는 노선
클로버형 입체 교차로이며,이와 같은 형태로는 경부고속도로 양재 나들목 이 있다.

### 무안・서울방면
- 서해안고속도로 (29-1번)

### 화성・양평방면
- 수도권제2순환고속도로 (4번)